# П’єр Пуавр
П'єр Пуа́вр (фр. Pierre Poivre; 23 серпня 1719, Ліон — 6 січня 1786, Сен-Ромен-о-Мон-д'Ор) — французький ботанік, дипломат і політичний діяч, завдяки якому була зруйнована голландська монополія на «тонкі прянощі» — гвоздику і мускатний горіх.

## Біографія
На Далекий Схід П'єр Пуавр потрапив як місіонер — він навертав до католицизму мешканців Індокитаю. В 1745 році під час морської подорожі випадково був поранений, втратив руку, потрапив до британського полону та зрештою опинився на Яві, де на власні очі познайомився з діяльністю нідерландської Ост-Індської компанії. Саме після цього він захопився ботанікою та ідеєю вирощувати спеції у французьких колоніях.
Спочатку Пуавр перевіз із Індокитаю до французького на той час Маврикію саджанці чорного перцю і кориці, які почали вирощувати в заснованому ним ботанічному саду.
Наступним кроком мало стати розведення мускатного горіху. Пуавр вирушив на іспанські Філіппіни, мешканці яких підпільно торгували з голландськими Молукками. Але губернатор колонії відмовився йому допомогти. Французу вдалося лише купити у місцевого китайця жменю мускатних горіхів, які щасливо уникнули обробки вапном. Пуавр проростив їх та відправив до Парижа, де фахівці підтвердили — рослини справжні. Саджанці теж були перевезені до Маврикія, але невдовзі загинули — подейкували, що підкуплений голландцями службовець облив їх окропом.

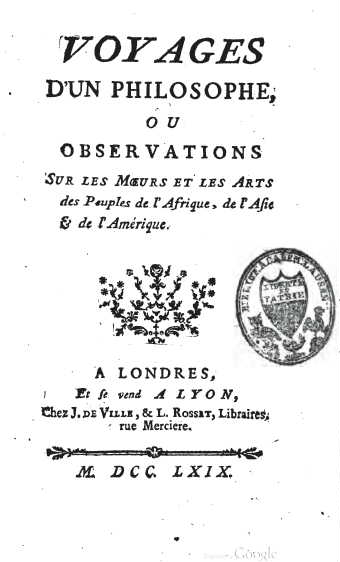
Титульный лист мемуарів Пуавра "Мандри філософа

У португальських володіннях на острові Тимор Пуавр придбав також насіння гвоздики. Але усунути зрадливого садівника він так і не зміг — в того виявилися захисники серед можновладців.
У 1767 році Пуавра призначили інтендантом-намісником французьких колоній в Індійському океані. На цій посаді йому вдалося встановити зв'язки з князями кількох Молуккських островів, невдоволених пануванням голландців. Щоправда, коли французький корабель «Ранкова зоря» прибув за саджанцями, виявилося, що колонізатори поквапилися знищити всі дерева на островах, володарів яких запідозрили у «зраді». Лише в глибині найбільшого з них французи знайшли таки омріяну «здобич». Відчувши неладне, голландці кинули навздогін свої кораблі, але «Ранкова зоря» відірвалася від переслідувачів і довезла у 1770 році до Маврикія 70 паростків гвоздичного дерева та 400 саджанців мускатника.
Невдовзі молуккські прянощі почали вирощувати на сусідньому Реюньйоні, Сейшельських островах та в Гвіані. А сам Пуавр з почуттям виконаного обов'язку пішов на пенсію писати мемуари під назвою «Подорожі філософа». Адже сам себе вважав насамперед філософом, а не ботаніком чи шпигуном.